# Artéria interóssea comum
A artéria interóssea comum é uma artéria que vasculariza o membro superior.